# Parcul dendrologic din Camenca
Parcul dendrologic este un parc dendrologic amplasat în Camenca, Republica Moldova. Este un monument arhitectural de importanță națională inclus în Registrul monumentelor Republicii Moldova ocrotite de stat cu nr. 199 (raionul Camenca). Datează din 1840.